# Australischer Holzarbeiter-Streik
Im Jahre 1929 fand der Australische Holzarbeiter-Streik (englisch: Timber Workers Strike) statt. Die Holzarbeiter streikten nach einer Entscheidung des Richters Lionel Lukin am Australischen Schiedsgerichtshof vom 23. Dezember 1928, die die Erhöhung der Arbeitszeit von 44 auf 48 Stunden und die damit verbundene Lohnsenkung vorsah. Es war ein Streik der Weltwirtschaftskrise in Australien.

## Streikverlauf
Eine spontane Antwort auf diese Entscheidung des Schiedsgerichts bildete eine Massenkundgebung am 3. Januar 1929 in Melbourne, Sydney und Adelaide, auf der gegen die vier Stunden Mehrarbeit protestiert  wurde. Dies war der Anlass, dass die Arbeitgeber den Schiedsgerichtshof anriefen, dass ein Streik vorliege, was nach dem Schiedsgerichtsgesetz (Arbitration Amendment Act) eine Strafe nach sich zog. Dieses Gesetz war 1928 erlassen worden. Der Streik weitete sich mit den aus Solidarität streikenden Müllarbeitern und Kranführern aus. Eine Sonderkonferenz des Australischen Gewerkschafts-Konzils (Australian Council of Trade Unions (ACTU)) am 7. Februar 1929 stimmte der Ausweitung des Streiks zu einer allgemeinen Streikbewegung zu und forderte zum Boykott des Federal Industrial Court auf, was bedeutete, dass der Streik von dem ACTU-Streikkomitee (ACTU Disputes Committee) geführt werden musste.
Am 25. Februar ordnete Richter Lukin eine geheime Wahl der Holzarbeiter in Victoria und New South Wales über einen Streik an. Dies war der erste Abstimmung durch eine geheime Wahl in Australien über einen Industriestreik. Am 1. März erlegte Richter Lukin der Holzarbeitergewerkschaft, der Timber Workers Union, eine Strafe von 1.000 Australischen Dollar auf und strafte Jack Holloway, den Sekretär des Gewerkschafts-Konzil Melbourne (Melbourne Trades Hall Council) mit 50 Australischen Dollar ab. Einer Protestkundgebung außerhalb des Sydney-Gewerkschaftshauses (Sydney Trades Hall) folgten am 25. März 25.000 Gewerkschaftern. Auf dieser Veranstaltung verbrannten 3.000 Streikende ihre Stimmzettel öffentlich und marschierten zum Hyde Park, wo sie eine Puppe des Richters Lukin verbrannten.
Die geheime Wahl wurde von den Arbeitern weitestgehend boykottiert und endete mit 5.000 zu 700 Stimmen gegen die Arbeitgeber.
Dieser Streik zeigte einen hohen Grad an gewerkschaftlicher Solidarität, der Streikbrecher abschreckte. Frauen spielten diesbezüglich eine große aktive Rolle, sie hielten wöchentliche Treffen ab, unterstützten die Streikenden und sammelten Geld für sie ein. Es gab große Unterstützung der australischen Gemeinschaft und anderer Gewerkschaften, die eine lange Streikdauer ermöglichte. Erst nach fünf Monaten wurde der Streik am 24. Juni auf der Basis von 48 Stunden beendet, jedoch verbunden mit einer unabhängigen Untersuchung der finanziellen Situation dieses Gewerbes.
Gegen Ende des Juli wurden sieben Gewerkschaftsführer, darunter John Garden, der Sekretär des Arbeiter-Konzils von New South Wales (Labor Council of New South Wales), der Sekretär der Holzarbeiter-Gewerkschaft (Timber Workers Union) und der Präsident des ACTU Disputes Committee wegen ungesetzlicher Verschwörung mit Gewaltanwendung und Gewaltandrohung angeklagt, weil sie die Holzarbeiter von ihrer Arbeit abgehalten hätten. Die Jury allerdings sprach sie alle von dieser Anklage frei.